# Mimocalothyrza speyeri
Mimocalothyrza speyeri är en skalbaggsart som först beskrevs av Hintz 1919.  Mimocalothyrza speyeri ingår i släktet Mimocalothyrza och familjen långhorningar. Inga underarter finns listade i Catalogue of Life.